# زاجان
زاجان (بالإنجليزية: Żagań)‏ هي بلدة في جنوب غرب بولندا، على نهر Bóbr ، يبلغ عدد سكانها 25731 نسمة (2019). المدينة هي عاصمة مقاطعة Żagań في منطقة سيليزيا التاريخية. سابقًا في Zielona Góra Voivodeship (1975-1998) ، كان Żagań في مقاطعة Lubusz Voivodeship منذ عام 1999.
تستضيف المدينة فرقة الفرسان المدرعة الحادية عشرة البولندية. لواء دبابات أمريكي يدور باستمرار عبر البلدة تحت عملية العزم الأطلسي.

## توأمة
لزاجان اتفاقيات توأمة مع:
- تلتو

## أعلام
- ماريوس جوراسيك
- كرزيستوف روجيك
- لوكاس غارغولا
- هينريتش هوفمان
- هاينريش غوستاف أدولف إنغلر